# Grand prix du disque de l'Association de la presse phonographique
 (avril 2016).
Si vous disposez d'ouvrages ou d'articles de référence ou si vous connaissez des sites web de qualité traitant du thème abordé ici, merci de compléter l'article en donnant les références utiles à sa vérifiabilité et en les liant à la section « Notes et références ».
Le Grand prix du disque de l'Association de la presse phonographique, est un prix musical créé en 1947.   

## Historique
Le prix est créé en 1947 par l'Association de la presse phonographique fondée en 1946 et patronné par divers journaux ou revues de musique tels : Arts, Opéra, Dimanche, Les lettres Françaises, Radio 47, Musique et Radio, La Revue musicale et Images musicales. 
Le jury dont le président est Louis Aubert, et Raymond Lyon et Daniel Lazarus les secrétaires généraux, est composé principalement de Maurice Daloze, alors directeur de la discothèque de la Radiodiffusion-télévision française, Arthur Honegger, Marcel Delannoy, Henry-Jacques et Henri Collet. 
Ce prix faisait suite au prix Candide, interrompu par la guerre. Le premier (et seul) prix fut décerné en 1947. À partir de 1948, les œuvres furent couronnées par un second jury venu de l'Académie Charles-Cros et le prix fut renommé « Grand prix du disque de l'Académie Charles-Cros »[réf. nécessaire].
La récompense de 1947 a concerné une vingtaine de prix pour des enregistrements musicaux et dramatiques classés en plusieurs catégories, allant de la musique classique à la musique populaire.

## Catégories
(incomplet)
- Jazz symphonique : Jacques Météhen
- Musette : René Sudre
- Ensemble instrumental : Maurice Jaubert, Jeunesse (valse)
- Chanson de variété : Lucienne Delyle, Embrasse-moi
- Fantaisie : Georges Ulmer, J’ai bu
- Jazz : Rex Stewart, Finesse (swing)
- Mentions à Lucienne Tragin,  chanson : Pluie sur mon cœur  et à Jean Suscinio et ses Matelots, chanson folklorique : Chansons de bord